# Fundusz Postępu Techniczno-Ekonomiczny
Fundusz Postępu Techniczno-Ekonomiczny -   centralny instrument finansowy istniejący w latach 1963-1970, którego celem było wspieranie badań i wdrożeń związanych  z postępem naukowo-technicznym i  ekonomicznym.

## Utworzenie Funduszu
Na podstawie rozporządzenie Rady Ministrów z 1963 r. w sprawie funduszu postępu techniczno-ekonomicznego ustanowiono Fundusz w miejsce zniesionego Funduszu Postępu Technicznego.

## Przeznaczenie Funduszu
Fundusz przeznaczony był na sfinansowanie prac związanych z postępem techniczno-ekonomicznym w jednostkach podległych Ministrom:
- Budownictwa i Przemysłu Materiałów Budowlanych,
- Drobnej Wytwórczości,
- Geologii,
- Gospodarki Komunalnej,
- Górnictwa i Energetyki,
- Handlu Wewnętrznego,
- Komunikacji,
- Kultury i Sztuki,
- Leśnictwa i Przemysłu Drzewnego,
- Łączności,
- Obrony Narodowej,
- Oświaty,
- Przemysłu Ciężkiego,
- Przemysłu Chemicznego,
- Przemysłu Lekkiego,
- Przemysłu Spożywczego i Skupu,
- Rolnictwa,
- Zdrowia i Opieki Społecznej oraz
- Żeglugi.

## Tworzenie Funduszu
Fundusz tworzono  z:
- narzutów obciążających koszty przedsiębiorstw,
- środków budżetu Państwa,
- wpływów ze sprzedaży składników majątkowych, nabytych lub wytworzonych ze środków funduszu oraz z innych wpływów określonych odrębnymi przepisami.

## Przeznaczenie Funduszu
Środki funduszu przeznaczone były na:
- finansowanie niektórych prac związanych z rozwojom techniki,
- finansowanie niektórych prac badawczych warunkujących postęp organizacyjno-ekonomiczny,
- nagrody za wykonanie niektórych prac związanych z rozwojem techniki lub z postępem organizacyjno-ekonomicznym.

Rada Ministrów na wniosek Przewodniczącego Komitetu Nauki i Techniki oraz Ministra Finansów, uzgodniony z Przewodniczącym Komisji Planowania przy Radzie Ministrów i innymi zainteresowanymi ministrami, ustalała  w kwotach orientacyjnych dla każdego resortu na okres wieloletni wysokość narzutów obciążających koszty przedsiębiorstw   w poszczególnych latach. Ostateczne ustalenie kwot narzutów na poszczególne lata następuje w corocznych uchwałach Rady Ministrów o narodowym planie gospodarczym.

### Finansowanie prac związanych z rozwojem techniki
Do prac związanych z rozwojem techniki, finansowanych ze środków funduszu były włączane w zasadzie prace wybrane z ogółu prac objętych planami rozwoju techniki, w tym:
- za prace związane z rozwojem techniki uważano zarówno prace dotyczące rozwiązań technicznych, jak też towarzyszące im i objęte planami rozwoju techniki prace dotyczące organizacji produkcji oraz prace badawczo-doświadczalne w dziedzinie normalizacji, unifikacji i typizacji wyrobów lub procesów technologicznych.
- z funduszu   finansowano przede wszystkim prace w zakresie zadań nowych i trudnych, o szerokim zasięgu, o przewidywanych znacznych efektach gospodarczych lub społecznych oraz o długim cyklu realizacji; przy wyborze prac należy kierować się również przewidywaną wysokością kosztów ich wykonania oraz stopniem ryzyka.

Do finansowania ze środków funduszu kwalifikowano  w szczególności prace o podstawowym znaczeniu dla gospodarki narodowej lub określonej branży, a także prace wynikające z umów międzynarodowych.

### Finansowanie prac postępu organizacyjno-ekonomicznego
Do prac warunkujących postęp organizacyjno-ekonomiczny, finansowanych ze środków funduszu, były włączane prace wybrane z ogółu planowanych w resorcie przedsięwzięć z zakresu organizacji i ekonomiki przedsiębiorstw, branż lub gałęzi gospodarki.
Do finansowania ze środków funduszu kwalifikowano  prace z zakresu organizacji zarządzania, transportu, zaopatrzenia i zbytu oraz inne prace związane z organizacją i ekonomiką przedsiębiorstw, branż lub gałęzi gospodarki.
Z funduszu   finansowano przede wszystkim prace dotyczące zadań nowych i trudnych, mających charakter długofalowy i eksperymentalny, a zmierzających do rozwiązań o realnym efekcie gospodarczym.

### Nagrody za prace związane  z postępem organizacyjno-ekonomicznym
Przedmiotem nagradzania ze środków funduszu   były prace o szczególnym znaczeniu gospodarczym, oparte na osiągnięciach naukowo-technicznych, wybrane z ogółu prac objętych narodowym planem gospodarczym i planami resortowymi, w części dotyczącej rozwoju nauki i techniki. Przedmiotem nagradzania   były  również prace związane z postępem organizacyjno-ekonomicznym, wybrane z ogółu planowanych prac o znaczeniu ogólnokrajowym i stanowiące wybitne osiągnięcia dla poszczególnych działów i gałęzi gospodarki narodowej.

## Zniesienie Funduszu
Na podstawie rozporządzenie Rady Ministrów z dnia 27 kwietnia 1970 r. w sprawie zasad finansowania prac badawczych i wdrożeniowych zniesiono Fundusz Postępu Techniczno-Ekonomiczny.